# La Madeleine (Nord)
La Madeleine è un comune francese di 22 477 abitanti situato nel dipartimento del Nord nella regione dell'Alta Francia.

## Società

### Evoluzione demografica
Abitanti censiti